# Associazione Sportiva Potenza 1936-1937
Questa pagina raccoglie le informazioni riguardanti l'Associazione Sportiva Potenza nelle competizioni ufficiali della stagione 1936-1937.

## Rosa
| N. |                   | Ruolo | Calciatore                 |
| -- | ----------------- | ----- | -------------------------- |
| -  | Italia (bandiera) | A     | Nicolò Basile              |
| -  | Italia (bandiera) |       | Mario Bergnich             |
| -  | Italia (bandiera) | D     | Oreste Brondi              |
| -  | Italia (bandiera) | D     | Rodolfo Brondi             |
| -  | Italia (bandiera) |       | Giovan Battista Castagneto |
| -  | Italia (bandiera) | A     | Silvio Mazzoli             |
| -  | Italia (bandiera) |       | Ivo Paolini                |
| -  | Italia (bandiera) |       | Oronzo Pugliese            |

| N. |                   | Ruolo | Calciatore         |
| -- | ----------------- | ----- | ------------------ |
| -  | Italia (bandiera) |       | Alessandro Rinaldi |
| -  | Italia (bandiera) |       | Sergio Russinov    |
| -  | Italia (bandiera) |       | Enrico Schinardi   |
| -  | Italia (bandiera) |       | Giulio Spaghero    |
| -  | Italia (bandiera) | C     | Sergio Trevisan    |
| -  | Italia (bandiera) |       | Michele Virone     |
| -  | Italia (bandiera) | A     | Francesco Volpi    |
| -  | Italia (bandiera) | A     | Ruggero Zanolla    |